# إلمر إتش فيشر
إلمر إتش فيشر (بالإنجليزية: Elmer H. Fisher) هو مهندس معماري أمريكي، ولد في 1840، وتوفي في 1905 في لوس أنجلوس في الولايات المتحدة.